# جوزيف بارتون إلام
جوزيف بارتون إلام هو محامي وسياسي أمريكي، ولد في 12 يونيو 1821 في هوب في الولايات المتحدة، وتوفي في 4 يوليو 1885 في مانسفيلد في الولايات المتحدة. نشط حزبياً في الحزب الديمقراطي. وقد انتخب المدعي العام ‏ وانتخب عضو مجلس نواب لويزيانا ‏ وانتخب عضو مجلس النواب الأمريكي ‏.